# Scottish Wildlife Trust
De Scottish Wildlife Trust (SWT) is een geregistreerd goed doel in Schotland dat als doel heeft het behouden van de natuurlijke omgeving van Schotland.
De Scottish Wildlife Trust is in 1964 gesticht en heeft in 1966 zijn eerste reservaat geopend. Momenteel beheert en bezit de SWT meer dan 120 reservaten in Schotland en heeft de stichting meer dan 32.800 leden.

## Reservaten
- Handa
- Falls of Clyde
- Montrose Basin
- Loch Fleet
- Loch of the Lowes